# Chrysopogon gryllus
Chrysopogon gryllus là một loài thực vật có hoa trong họ Hòa thảo. Loài này được (L.) Trin. mô tả khoa học đầu tiên năm 1820.

## Hình ảnh

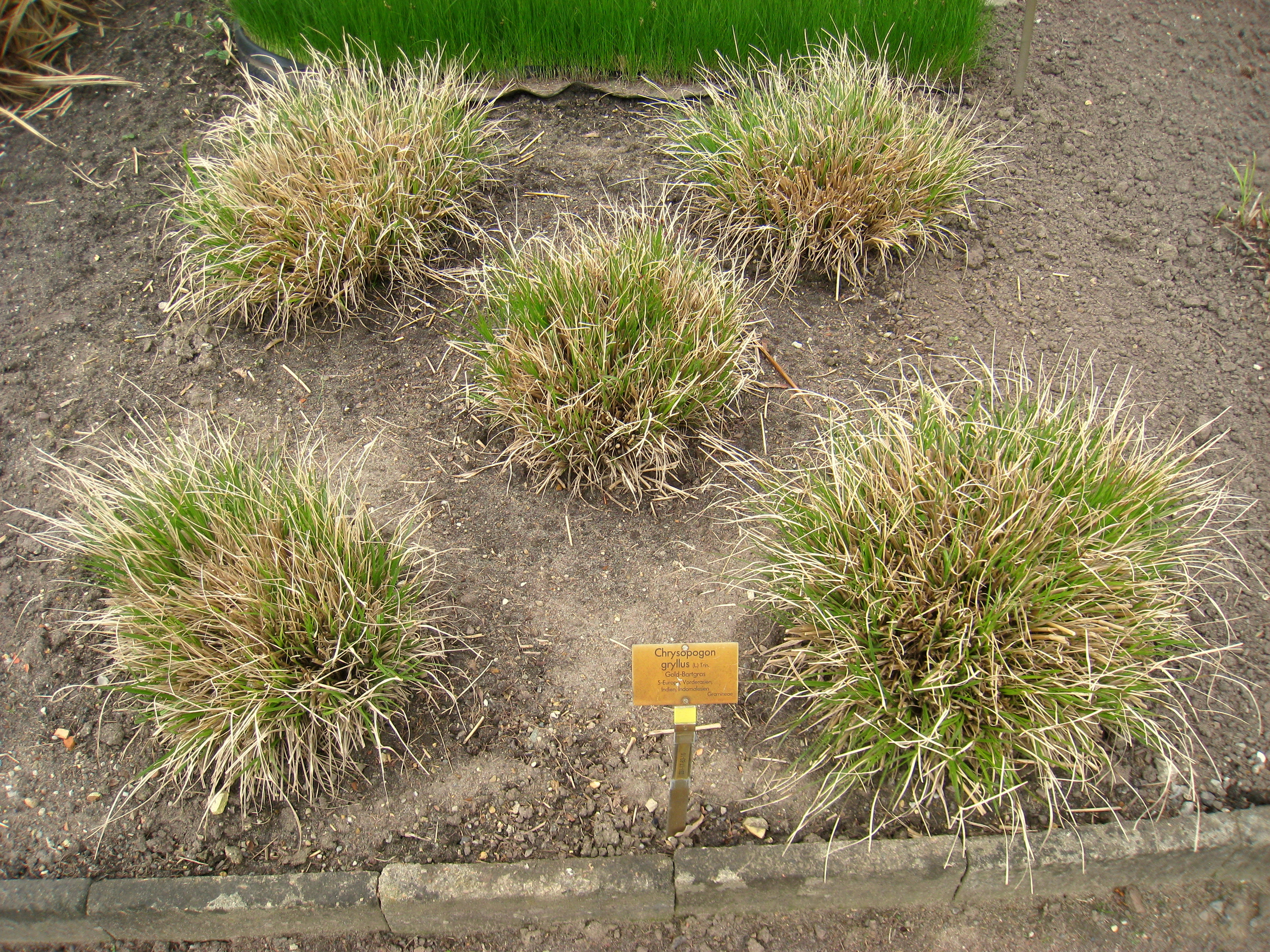
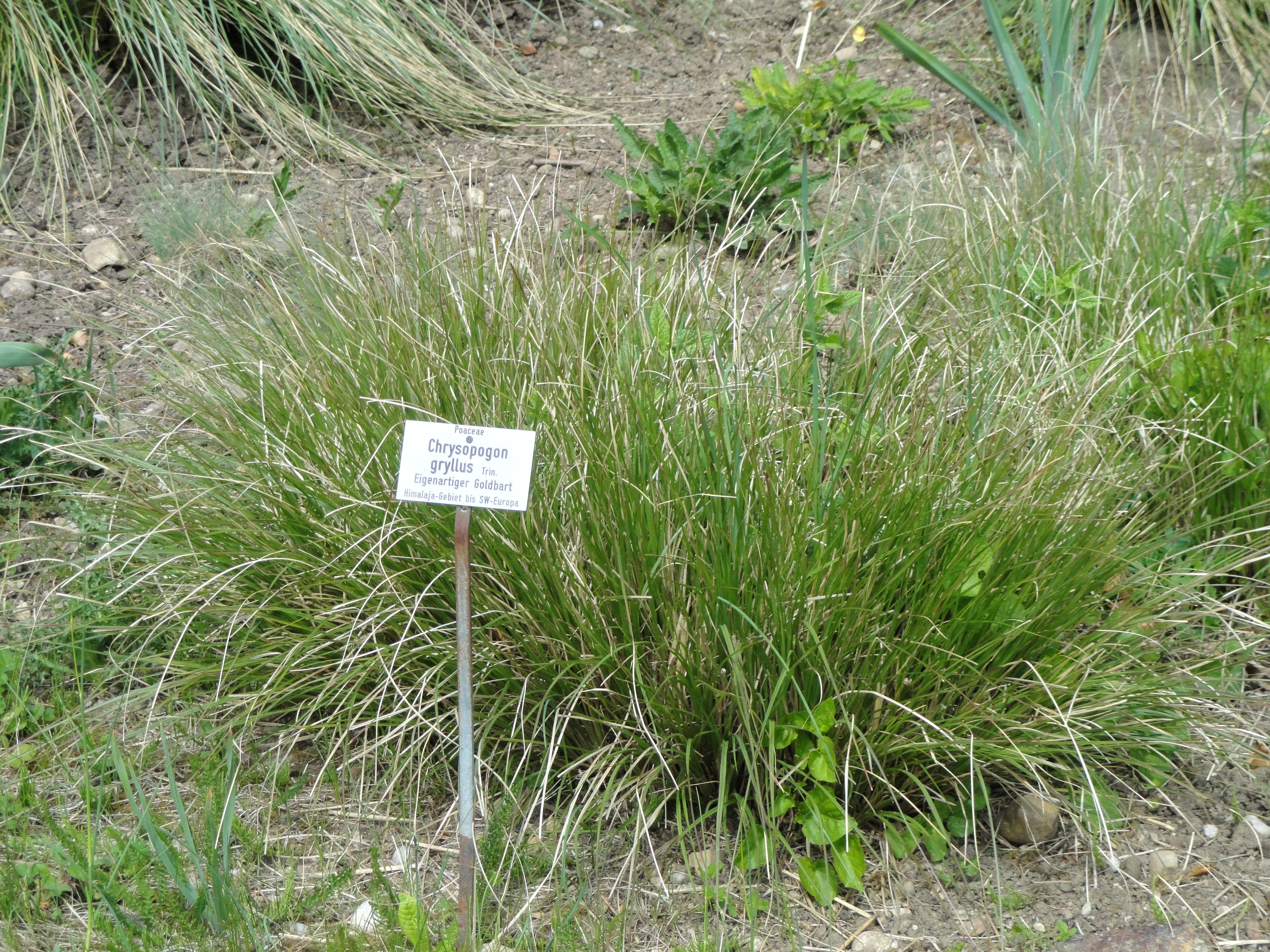
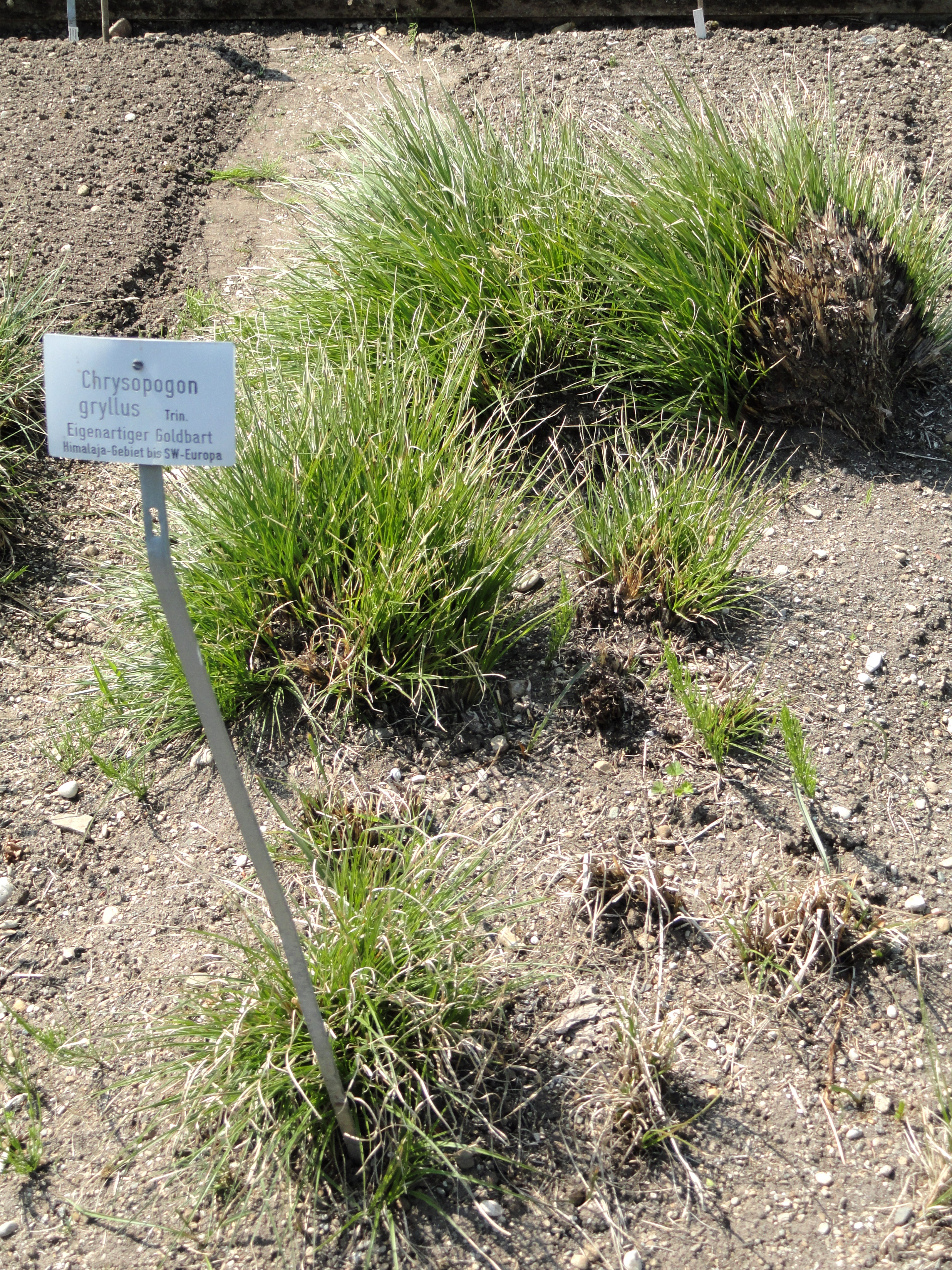
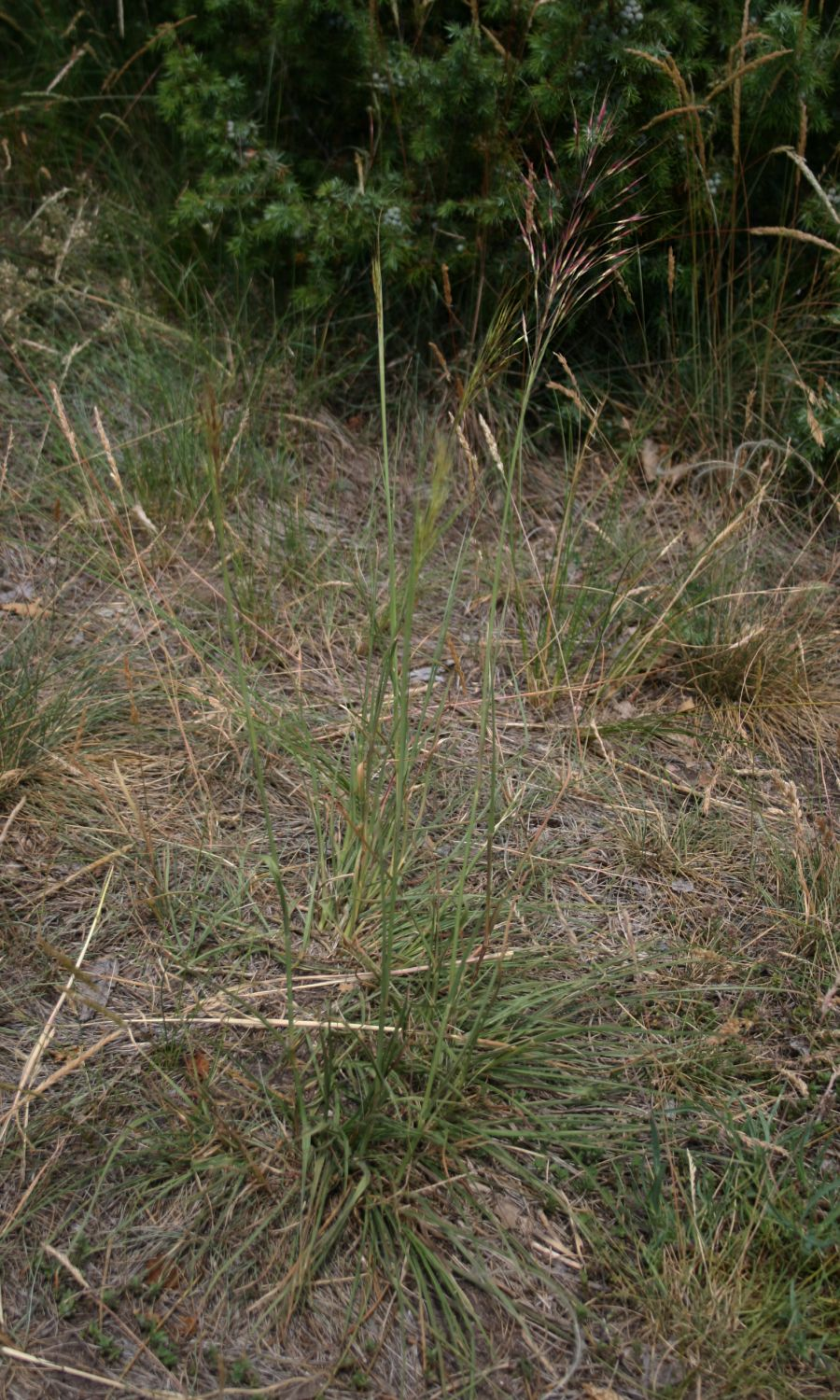